# Vipera latastei
Vipera latastei е вид отровна змия от семейство Отровници (Viperidae). Видът е световно застрашен, със статут Уязвим.

## Разпространение
Видът е ендемичен за Иберийския полуостров и северозападните части на Магреб.